# Jim Hanks
James Mathew "Jim" Hanks (født 15. juni 1961) er en amerikansk komiker og skuespiller.